# Кольонія-Лісув
Кольонія-Лісув (пол. Kolonia Lisów, нім. Liebsdorf) — село в Польщі, у гміні Герби Люблінецького повіту Сілезького воєводства.
У 1975-1998 роках село належало до Ченстоховського воєводства.